# Hoopers Shoulder
Hoopers Shoulder är en bergstopp i Antarktis. Den ligger i Östantarktis. Nya Zeeland gör anspråk på området. Toppen på Hoopers Shoulder är 1 859 meter över havet.
Terrängen runt Hoopers Shoulder är bergig åt nordost, men åt sydväst är den kuperad. Trakten är obefolkad. Det finns inga samhällen i närheten. 